# 刀鱗鱂
刀鱗鱂（學名：Alfaro cultratus）為輻鰭魚綱鯉齒目花鳉科的其中一種。

## 分布
本魚分布於中美洲的尼加拉瓜、哥斯大黎加及巴拿馬的溪流中。

## 特徵
本魚體色為黃褐色帶銀色，在側射光線下有藍色金屬光澤。背鰭顏色較深，圓形背鰭位於魚體中部。雄魚與雌魚的臀鰭有差異，體型略小的雄魚之臀鰭以變成生殖孔，而雌魚的臀鰭則為扇形。各鰭均為淺黃色，尾鰭有深色邊緣，體長可達8公分。

## 生態
本魚棲息於海拔0至200公尺的淡水溪流中，通常成小群活動，急具攻擊性，屬雜食性，以昆蟲等為食。幼魚躲藏於水草間，以避免遭飢餓的親魚攻擊。

## 經濟利用
可作為觀賞魚，喜歡水草豐美的魚缸。

## 扩展阅读
維基物種上的相關：刀鱗鱂